# Castronuovo di Sant'Andrea
Castronuovo di Sant'Andrea är en ort och kommun i provinsen Potenza i regionen Basilicata i Italien. Kommunen hade 1 016 invånare (2017).